# Subdivisions du Soudan du Sud
Cet article recense les subdivisions administratives du Soudan du Sud.

## 10 États (2011-2015 puis 2020 - )

Cartes des 10 États du Soudan du Sud et des trois provinces historiques : l'Équatoria (en bleu), le Bahr el Ghazal (en vert) et Nil Supérieur (en jaune).

Au moment de son indépendance en 2011, le Soudan du Sud est devenu un État fédéral composé de dix États fédérés créés à partir des trois provinces historiques du Bahr el-Ghazal, d'Équatoria et du Nil Supérieur. Les états étaient chacun, dirigés par un Gouverneur nommé par le président. 
| État                      | Nom en anglais          | Ancien nom en arabe | Transcription           | Capitale | Superficie (km²) | Population (2008) | Densité (hab./km²) | Comtés |
| ------------------------- | ----------------------- | ------------------- | ----------------------- | -------- | ---------------- | ----------------- | ------------------ | ------ |
| Bahr el Ghazal du Nord    | Northern Bahr el Ghazal | شمال بحر الغزال     | Chamal Bahr el Ghazal   | Aweil    | +0033 558,       | +00720 898,       | +021,48            | 5      |
| Bahr el Ghazal occidental | Western Bahr el Ghazal  | غرب بحر الغزال      | Gharb Bahr el Ghazal    | Wau      | +0093 900,       | +00333 431,       | +003,55            | 9      |
| Équatoria-Central         | Central Equatoria       | الاستوائية الوسطى   | Al Istioua'iyah al Oust | Djouba   | +0022 956,       | +01 103 592,      | +048,07            | 6      |
| Équatoria-Occidental      | Western Equatoria       | غرب الاستوائية      | Gharb al Istioua'iyah   | Yambio   | +0079 319,       | +00619 029,       | +007,8             | 10     |
| Équatoria-Oriental        | Eastern Equatoria       | شرق الاستوائية      | Charque al Istioua'iyah | Torit    | +0082 542,       | +00906 126,       | +010,98            | 8      |
| Jonglei                   | Jonglei                 | جونقلي              | Djounqali               | Bor      | +0122 479,       | +01 358 602,      | +011,09            | 13     |
| Lacs                      | Lakes                   | البحيرات            | Al Bouhayrat            | Rumbek   | +0040 235,       | +00695 730,       | +017,29            | 8      |
| Nil Supérieur             | Upper Nile              | أعالي النيل         | A'ali an Nil            | Malakal  | +0077 773,       | +00964 353,       | +012,4             | 12     |
| Unité                     | Unity                   | الوحدة              | Al Ouahdah              | Bentiu   | +0035 956,       | +00585 801,       | +016,29            | 9      |
| Warab                     | Warrap                  | واراب               | Warab                   | Kuajok   | +0031 027,       | +00972 928,       | +031,36            | 6      |
| Total                     | Total                   | Total               | Total                   | Total    | +0619 745,       | +08 260 490,      | +013,33            | 86     |

### Comtés
Ces dix États sont subdivisés en quatre-vingt-six comtés (voir la répartition des comtés par État dans le tableau ci-dessus), chacun dirigés par un commissaire nommé également par le président.

### Autres subdivisions
Les comtés sont à leur tour subdivisés en payams (districts), puis en bomas.

### La déclaration non reconnue de la création d'un État fédéral
Le 22 décembre 2014 le vice-président du Soudan du Sud, Riek Machar, responsable du SPLM-IO (un parti politique du Soudan du Sud The Sudan People's Liberation Movement-in-Opposition ou Mouvement dans l'opposition pour la libération du peuple du Soudan), a déclaré la dissolution des 10 États du Soudan du Sud et la formation de 21 nouveaux États fédérés dans un État fédéral. Cette déclaration n'a pas été reconnue officiellement par le gouvernement alors en place.

## De 10 à 28 États (de 2015 à 2017)

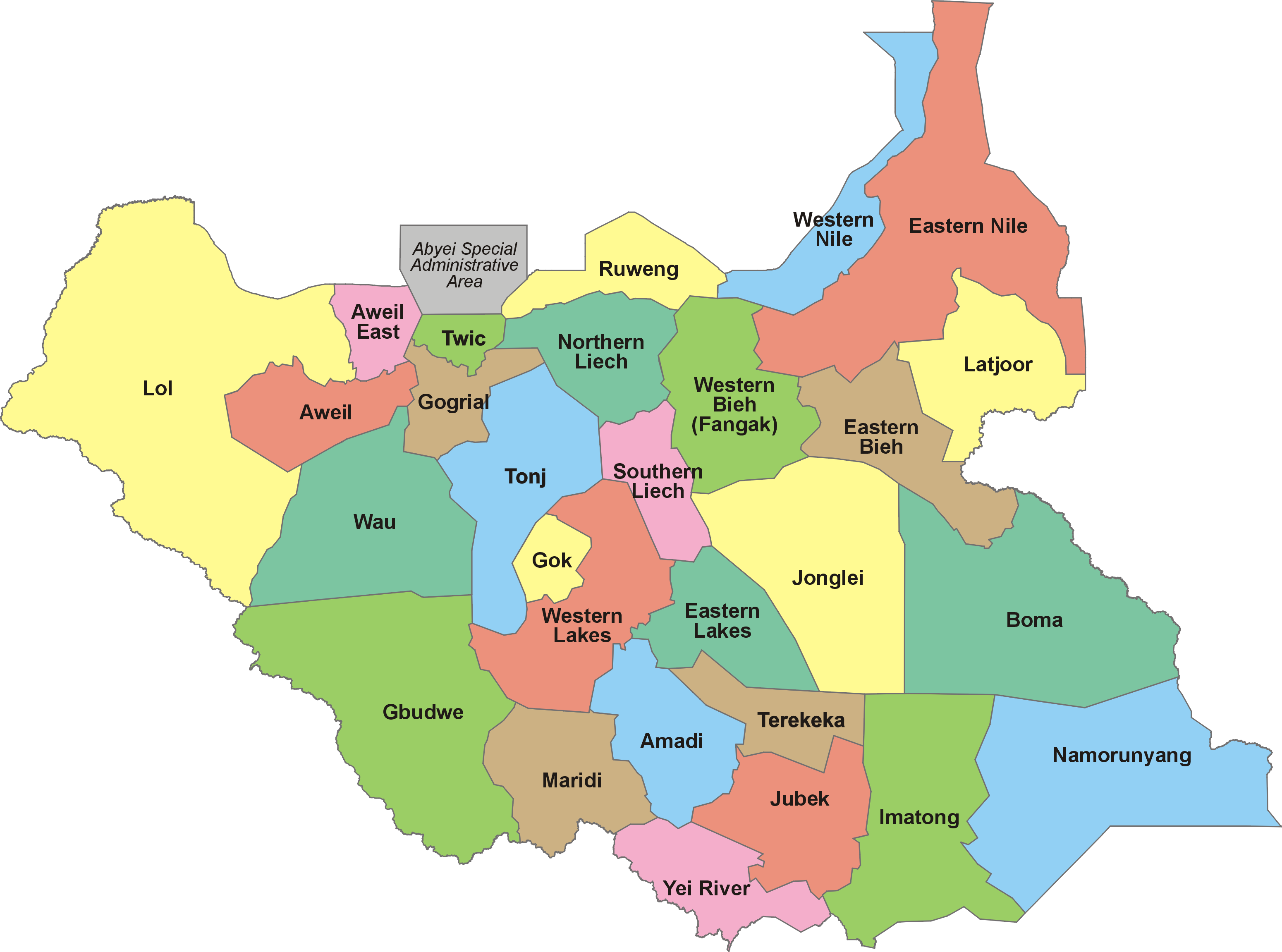
La carte des nouveaux États (depuis 2015).

Le 24 décembre 2015, le président Salva Kiir décrète la réorganisation territoriale du pays en le divisant en 28 États, ceci afin de permettre une décentralisation du pouvoir.
Bahr el Ghazal
| État                | Comtés                                         | Capitale   |
| ------------------- | ---------------------------------------------- | ---------- |
| Aweil               | Aweil South, Aweil Centre                      | Aweil      |
| Aweil Est (en)      | Aweil Est                                      | Malualkon  |
| Gogrial (en)        | Gogrial Est et Gogrial Ouest                   | Kuajok     |
| Gok (en)            | Cueibet                                        | Cueibet    |
| Lac Occidental (en) | Rumbek Est, Rumbek Nord Rumbek Centre, et Wulu | Rumbek     |
| Lac Oriental (en)   | Yirol Ouest, Yirol Est et Awerial              | Yirol      |
| Lol (en)            | Aweil West, Aweil North et Raga                | Raga       |
| Tonj (en)           | Tonj Nord, Tonj Est et Tonj Sud                | Tonj       |
| Twic (en)           | Twic                                           | Mayen Abun |
| Wau (en)            | Bagari et Jur River                            | Wau        |

Équatoria
| État             | Comtés                                              | Capitale |
| ---------------- | --------------------------------------------------- | -------- |
| Amadi (en)       | Mundri West, Mundri Est et Mvolo                    | Mundri   |
| Gbudwe (en)      | Anzara, Yambio, Ezo, Tambura, Nagero                | Yambio   |
| Imatong (en)     | Torit, Ikotos, Lopa et Magwi                        | Torit    |
| Jubek (en)       | Djouba                                              | Djouba   |
| Kapoeta (en)     | Kapoeta South, Kapoeta North, Kapoeta East, et Budi | Kapoeta  |
| Maridi (en)      | Maridi et Ibba                                      | Maridi   |
| Rivière Yei (en) | Yei, Kajo-keji, Morobo et Lainya                    | Yei      |
| Terekeka (en)    | Terekeka, Jemeza, Tali, Tigor et Gwor               | Terekeka |

Nil Supérieur
| État               | Comtés                                                   | Capitale             |
| ------------------ | -------------------------------------------------------- | -------------------- |
| Bieh (en)          | Akobo, Nyirol, Urol                                      | Akobo                |
| Boma (en)          | Pibor et Pochalla                                        | Pibor                |
| Fachoda (en)       | Panyikang, Kodok, et Manyo                               | Kodok (anc. Fachoda) |
| Fangak (en)        | Fangak et Ayod                                           | Ayod                 |
| Jonglei            | Bor, Duk et Twic East                                    | Bor                  |
| Latjoor (en)       | Nasir, Ulang, Maiwut et Longuchuk                        | Nasir                |
| Liech du Nord (en) | Rubkona, Guit, Koch, et Mayom                            | Bentiu               |
| Liech du Sud (en)  | Leer, Mayendit, et Panyijar                              | Leer                 |
| Nil Oriental (en)  | Malakal, Renk, Maban, Melut, Baliet, Akoka, Pigi et Koma | Malakal              |
| Ruweng (en)        | Panrieng, Abiemnom                                       | Panriang             |

## De 28 États à 32 États (de 2017 à 2020)
Le 14 janvier 2017, par un nouveau décret présidentiel, le nombre d'états fédérés passe de 28 à 32 :
- dans la région des États du Nil supérieur, 
> l'État du Nil oriental est supprimé et divisé en deux nouveaux États :
+ l'État du Nil central supérieur, avec Malakal comme capitale,
+ l'État du Nil du Nord supérieur, avec Renk comme capitale,
> un nouvel État Akobo est créé par division de l'État Bieh, avec la ville Akobo comme capitale
> un nouvel État Maiwut est créé par division de l'État Latjoor,
- dans la région des États de l'Equatoria
> un nouvel État Tambura est créé par division de l'État Gbudwe, avec la ville Tambura comme capitale.

## Le retour de 32 États à 10 États (2020 - )
Aux termes d'un accord signé en 2020, le 22 février, le Soudan du Sud est à nouveau constitué de 10 États et d'une région à statut administratif spécial[Laquelle ?]. Les dix États et la région administrative sont reconstitués dans les trois régions historiques de Bahr el Ghazal, Equatoria et du Nil supérieur.